# 卡尔塞伦
卡尔塞伦，是西班牙卡斯蒂利亚-拉曼恰自治区阿尔瓦塞特省的一个市镇。 总面积75km², 总人口648人（2001年），人口密度9人/km²。